# Fundació Josep Pla
La Fundació Josep Pla és un centre de patrimoni literari que s'ocupa de promoure i incentivar la lectura i l'estudi de l'obra literària i periodística de Josep Pla. La fundació està ubicada a la casa natal de l'escriptor, on s'hi poden veure exposicions temporals i l'exposició permanent "Josep Pla (1897-1981)" que explica la seva trajectòria professional dins el context històric del s. XX. La Fundació neix l'any 1973, quan el mateix escriptor decideix donar la seva biblioteca particular i crea la Fundació Privada Biblioteca Josep Pla, regida per un Patronat que s'ocupa de la seva conservació i de facilitar l'accés al públic interessat. Des de 2021, el director de la fundació és Francesc Montero.
La Fundació Josep Pla forma part de l'associació Espais Escrits. Xarxa del Patrimoni Literari Català.

## Edifici
La Fundació Josep Pla està instal·lada en les cases núm. 49 i 51 del carrer Nou de Palafrugell. La casa núm. 49 és la casa natal de l'escriptor i la que acull l'exposició permanent Josep Pla (1897-1981). Josep Pla hi nasqué i hi va viure durant set anys mentre els seus pares es feien la casa familiar al carrer Torres i Jonama. Les dues cases són bessones entre mitgeres i van ser construïdes durant la primera meitat de la dècada del 1890. L'Ajuntament de Palafrugell va adquirir i remodelar (amb el suport de la Generalitat de Catalunya) la finca del núm. 51 amb la intenció d'establir-hi la seu de la Fundació Josep Pla i més endavant "la Caixa" va comprar i remodelar la casa núm. 49 per ampliar la seu de l'entitat.
Amb la remodelació, la nova seu de la Fundació Josep Pla consta d'una planta baixa amb pati a la part posterior i dos pisos. A la planta baixa (197,50 m²)s'hi troba la recepció, la sala d'exposicions, els serveis públics i la sala d'actes; a la primera planta hi trobem la biblioteca i la zona d'oficines, i a la segona planta s'hi troba el Centre de Documentació i les sales per a exposicions temporals. Tant les escales com les façanes del carrer Nou són originals.

## Història

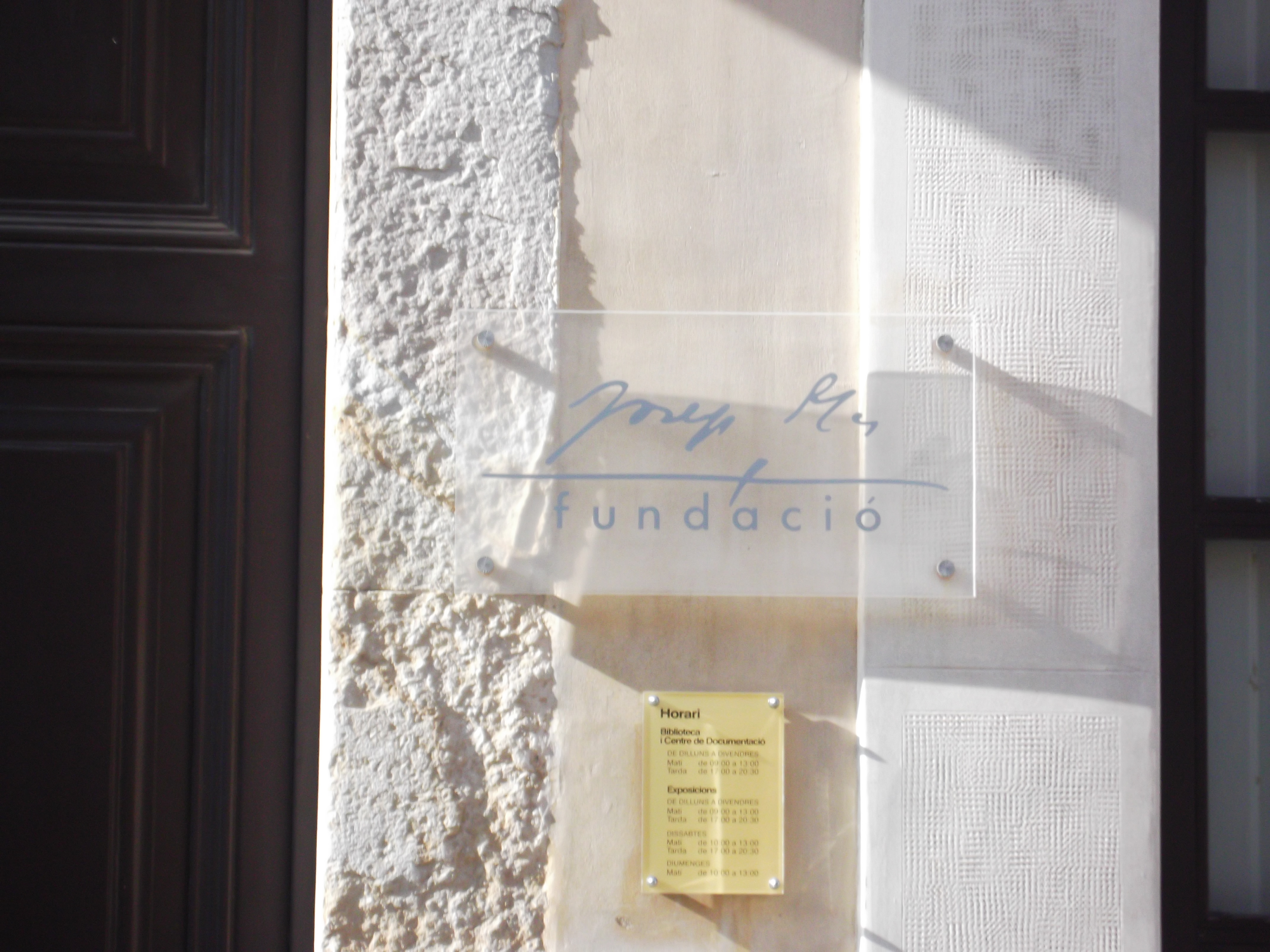
Placa amb el logotip de la Fundació Josep Pla

L'any 1973 Josep Pla donà la seva biblioteca privada a una entitat de nova creació la Fundació privada Biblioteca Josep Pla i el 6 de juliol del mateix any es redactà l'Acta Fundacional. El 26 d'abril de 1974 es va inaugurar la Biblioteca, en aquell moment instal·lada a la Casa de Cultura de Palafrugell.
L'any 1990 es van aprovar els estatuts redactats a partir de l'Acta Fundacional. L'abril de 1992, la Generalitat de Catalunya, la Diputació de Girona, el Consell Comarcal del Baix Empordà i l'Ajuntament de Palafrugell es van comprometre a col·laborar-hi econòmicament per tal que es poguessin dur a terme els objectius fundacionals que es concreten en promoure, motivar i facilitar la lectura i l'estudi de l'obra literària i periodística de Josep Pla. És a partir d'aquí quan començà la seva activitat amb l'organització de tota mena d'activitats a l'entorn de l'obra de l'escriptor per tal d'ampliar-ne el seu coneixement, apropar la Fundació al municipi i establir lligams amb el món acadèmic.
El mes de novembre de 1992 va tenir lloc la primera exposició temporal que mostrava una col·lecció de llibres dedicats per Josep Pla i a finals del mateix mes es va dur a terme el primer Seminari sobre Josep Pla. L'estiu de 1993 es va presentar la Ruta Josep Pla, dissenyada per conèixer donar a conèixer els indrets significativament planians del municipi de Palafrugell.
El 6 de maig de 1995 s'inaugurà la nova seu de la Fundació Josep Pla al carrer Nou, 51. El 1997 es va celebrar l'Any Pla per commemorar el centenari del naixement de l'escriptor. El 17 d'abril de 1999 es van acabar les obres de remodelació de la casa natal de Josep Pla al carrer Nou, 49. El 4 de novembre de 2000 s'inaugurà l'exposició permanent Josep Pla (1897-1981), instal·lada a la casa natal de l'escriptor (núm. 49).
Des de 2004 la Fundació Josep Pla participa cada diada de Sant Jordi en la lectura continuada de Josep Pla que organitza l'Ajuntament de Palafrugell. Any rere any, la gent de Palafrugell llegeix en veu alta un llibre de Josep Pla seguint l'ordre de l'Obra Completa d'Ed. Destino.
L'any 2010 va néixer la Càtedra Josep Pla fruit de la col·laboració entre la Universitat de Girona, Edicions 62 i la Fundació Josep Pla per promoure, estudiar i divulgar la figura i l'obra de Josep Pla.

## Serveis

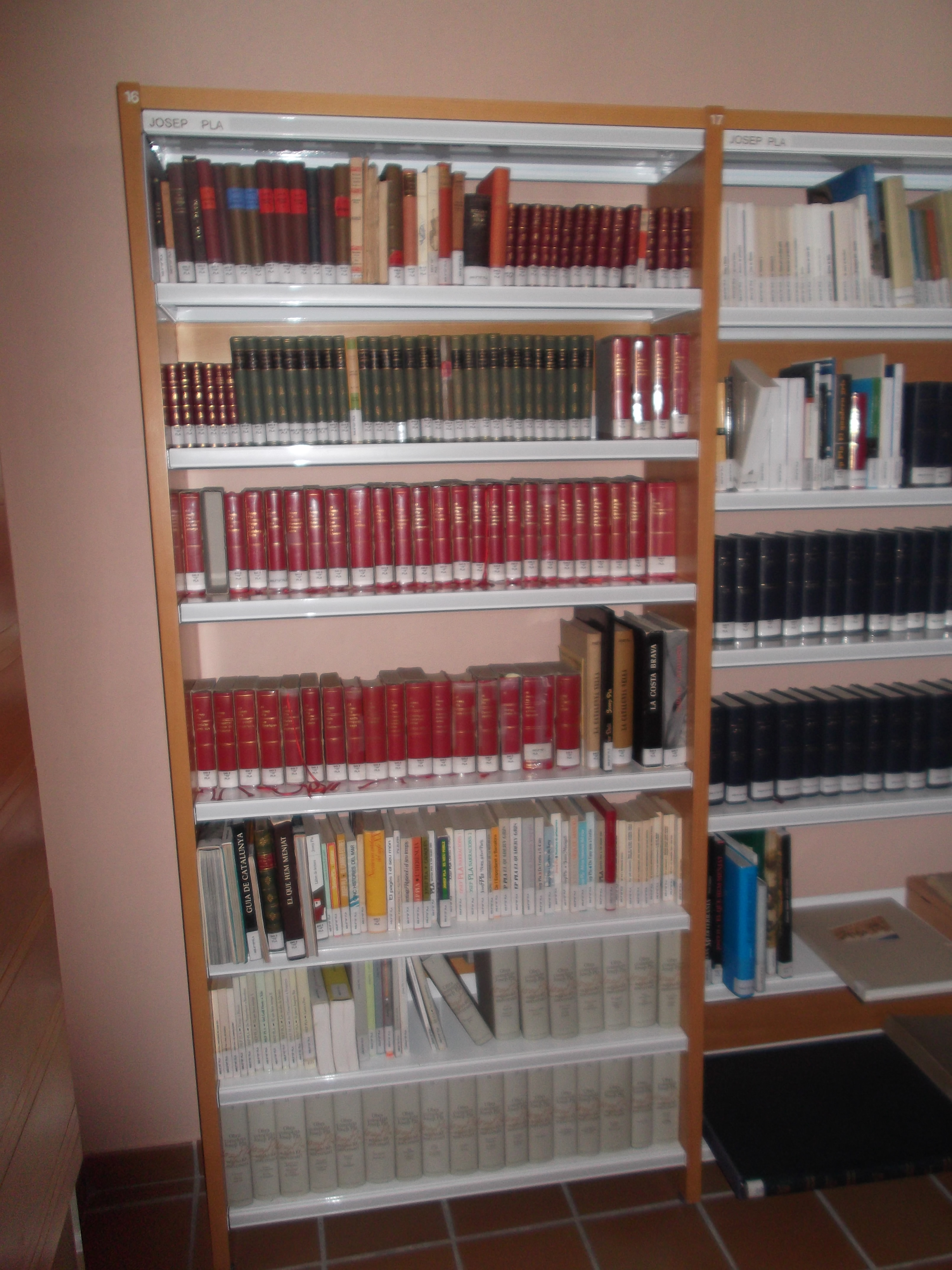
Biblioteca Josep Pla de la Fundació.

### Biblioteca
La Fundació Josep Pla té a disposició de lectors i estudiosos la biblioteca que l'escriptor va donar l'any 1973. També disposa d'un fons bibliogràfic especialitzat en Josep Pla que es va actualitzant.

### Centre de Documentació
La Fundació Josep Pla disposa d'un Centre de Documentació que conté els manuscrits i documentació personal de Josep Pla, una Hemeroteca amb articles de i sobre Josep Pla, un Fons d'Imatges, una Mediateca i un Fons d'art, tot relacionat amb la vida i obra d'aquest escriptor de Palafrugell.

### Servei Educatiu. Educació - Lleure - Turisme
A més, des del seu Servei Educatiu, la Fundació Josep Pla vol donar suport, assessorar i facilitar la feina als docents en la seva tasca de despertar el gust per la lectura i fer conèixer els autors clàssics de la literatura catalana. El Servi Educatiu s'ofereix per treballar conjuntament amb els docents adaptant les activitats a les seves necessitats més específiques, dissenyant activitats a mida per a cada nivell educatiu, realitzables tant en el mateix centre com dins o fora de la Fundació Josep Pla. A més de l'atenció als grups escolars de l'ensenyament reglat, el SE (FJP) també elabora propostes més lúdiques i de lleure per al turisme amb interessos culturals que visita Palafrugell i l'Empordà.

## Exposicions

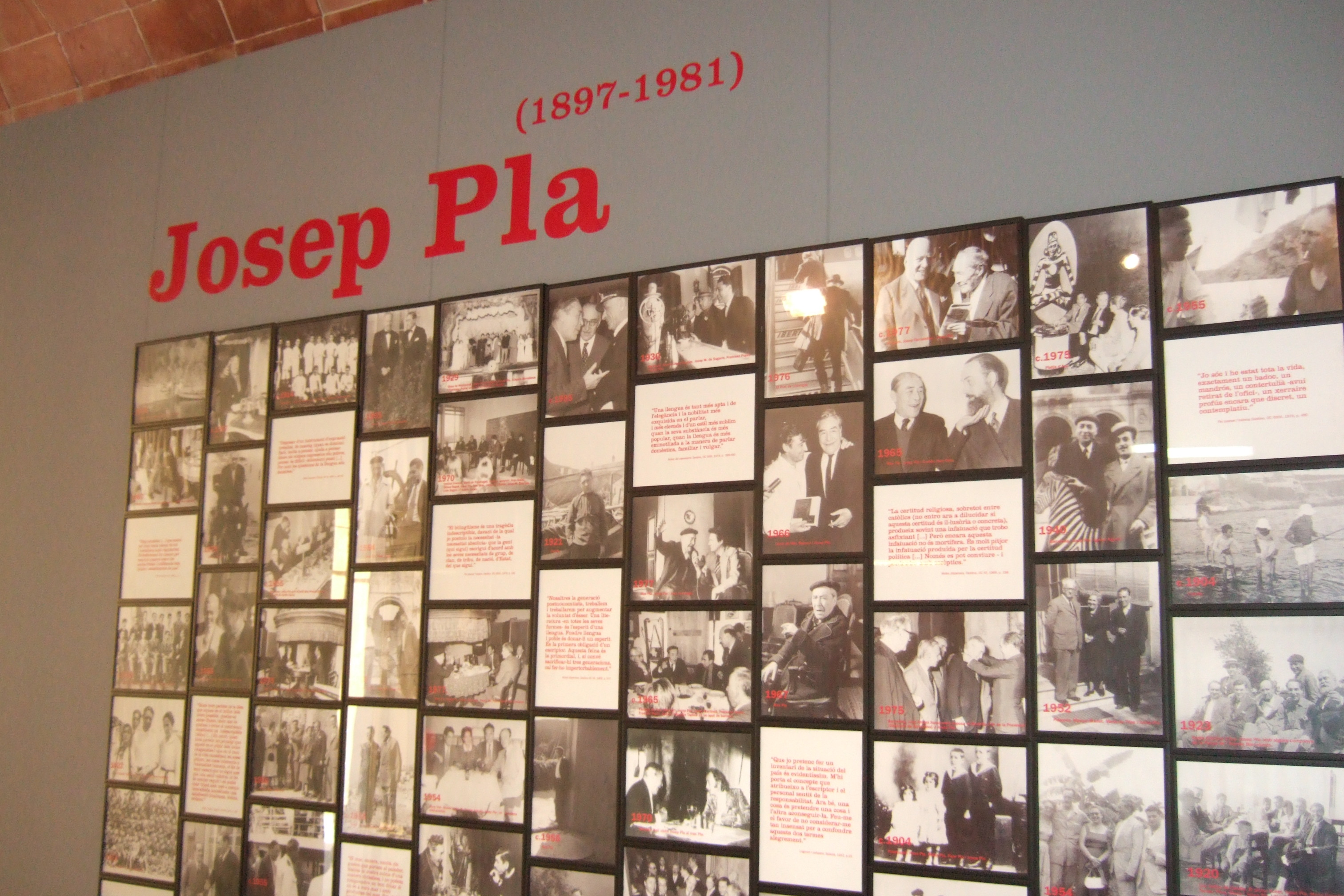
Inici de l'exposició permanent Josep Pla (1897 – 1981)

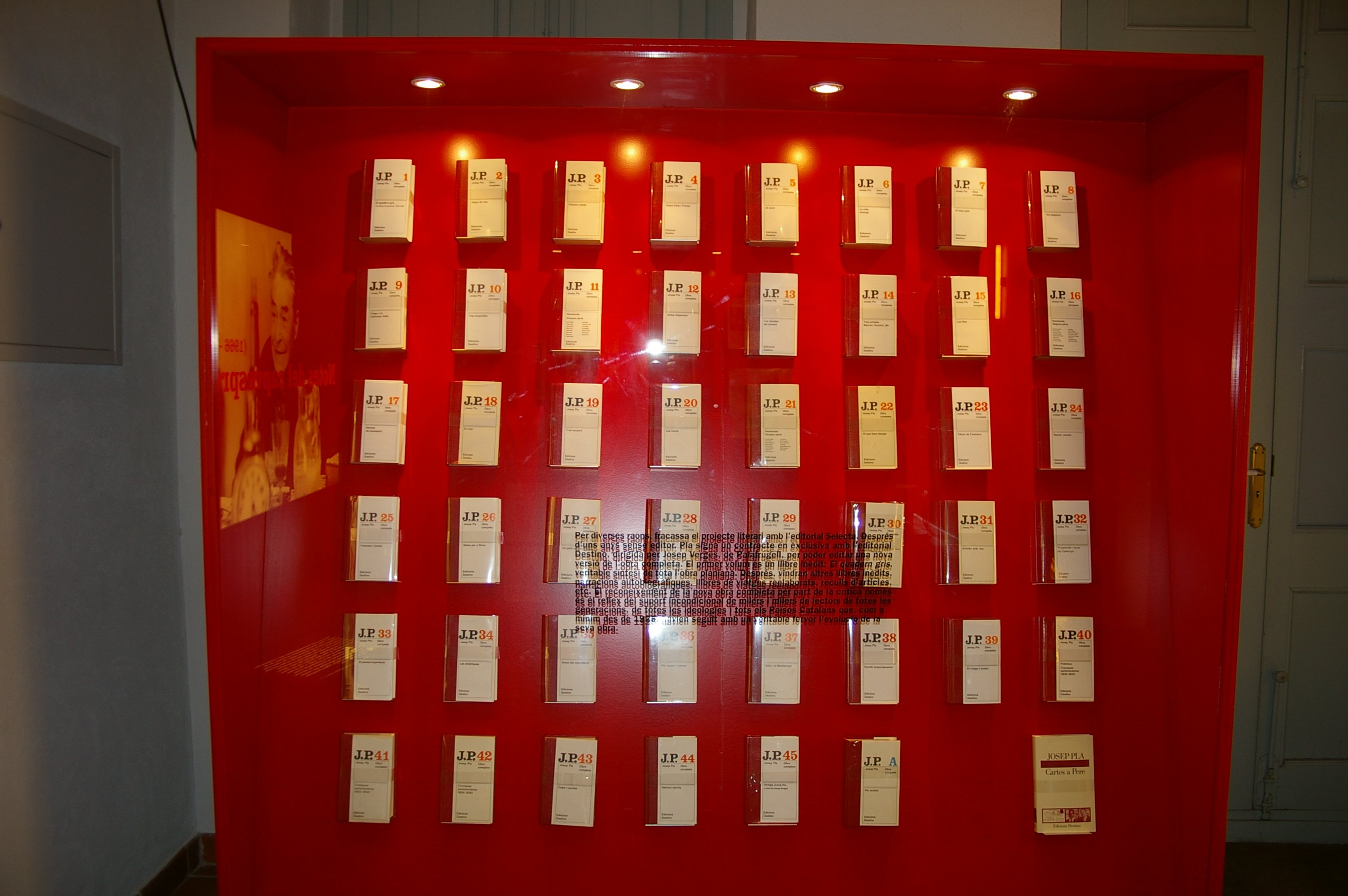
Obra Completa de Josep Pla a l'exposició permanent

A la seu de la Fundació hi ha una exposició permanent titulada Josep Pla (1897 – 1981), instal·lada en la casa natal de l'escriptor, al carrer Nou, 49 de Palafrugell. Es tracta d'una exposició divulgativa que explica l'itinerari vital i professional de l'escriptor emmarcat dins el context històric del segle xx. L'exposició s'inicia amb un plafó de fotografies que mostren l'escriptor en moments diferents de la seva vida, en companyia de gent molt diversa i en molts dels llocs on va viatjar. El plafó de presentació va acompanyat de la citació següent:
| «                           | Les fotografies meves em fan por i no pas per la quantitat més o menys grossa de vanitat personal que poden contenir, sinó per l'aclaparadora semblança que tenen amb mi mateix: la mobilitat de les faccions, la projecció externa dels sentiments, la gesticulació excessiva, la impossibilitat de mantenir-me en un to i una fredor plausibles | » |
| — Notes disperses. XII, 375 | |   |

Seguidament els visitants poden visionar l'audiovisual Josep Pla, viatger (1991) de Leopold Pomés.
| «                        | He nascut a Palafrugell (Empordà petit) el 8 de març de 1897. La totalitat de la meva sang és empordanesa. El meu paisatge bàsic està comprès entre el Puig Son Ric, de Begur, a llevant; les muntanyes de Fitor a ponent; les Illes Formigues a migdia i el Montgrí a tramuntana. Sempre m'ha semblat que aquest país és molt vell i que per sobre hi ha passat tota classe de gent, gent errant i diversa. | » |
| — El quadern gris. I, 89 | |   |

El recorregut de l'exposició permanent s'estructura en cinc àmbits que expliquen cronològicament la trajectòria vital i literària de l'escriptor.
1. Primera volada (1897 – 1919)
2. Cartes de lluny (1920 –1938)
3. Aigua de mar (1939 –1947)
4. Coses vistes (1948 – 1965)
5. Notes del capvesprol (1966 – 1981)

Seguidament es pot visitar la darrera sala de l'exposició permanent titulada El quadern gris, un taller d'escriptura on s'il·lustra el procés d'elaboració del llibre des de les primeres anotacions en el manuscrit primigeni fins a la primera edició del text com a volum I de l'Obra Completa (1966).
I per acabar, la Fundació Josep Pla ofereix la possibilitat de visionar completament l'entrevista que el periodista Joaquín Soler Serrano va fer a Josep Pla l'any 1976 per al programa A fondo de Televisió Espanyola.
Periòdicament, la Fundació produeix, acull o itinera exposicions temporals amb l'objectiu d'ampliar i aprofundir el coneixement d'algun aspecte de l'obra de l'escriptor.

## Activitats

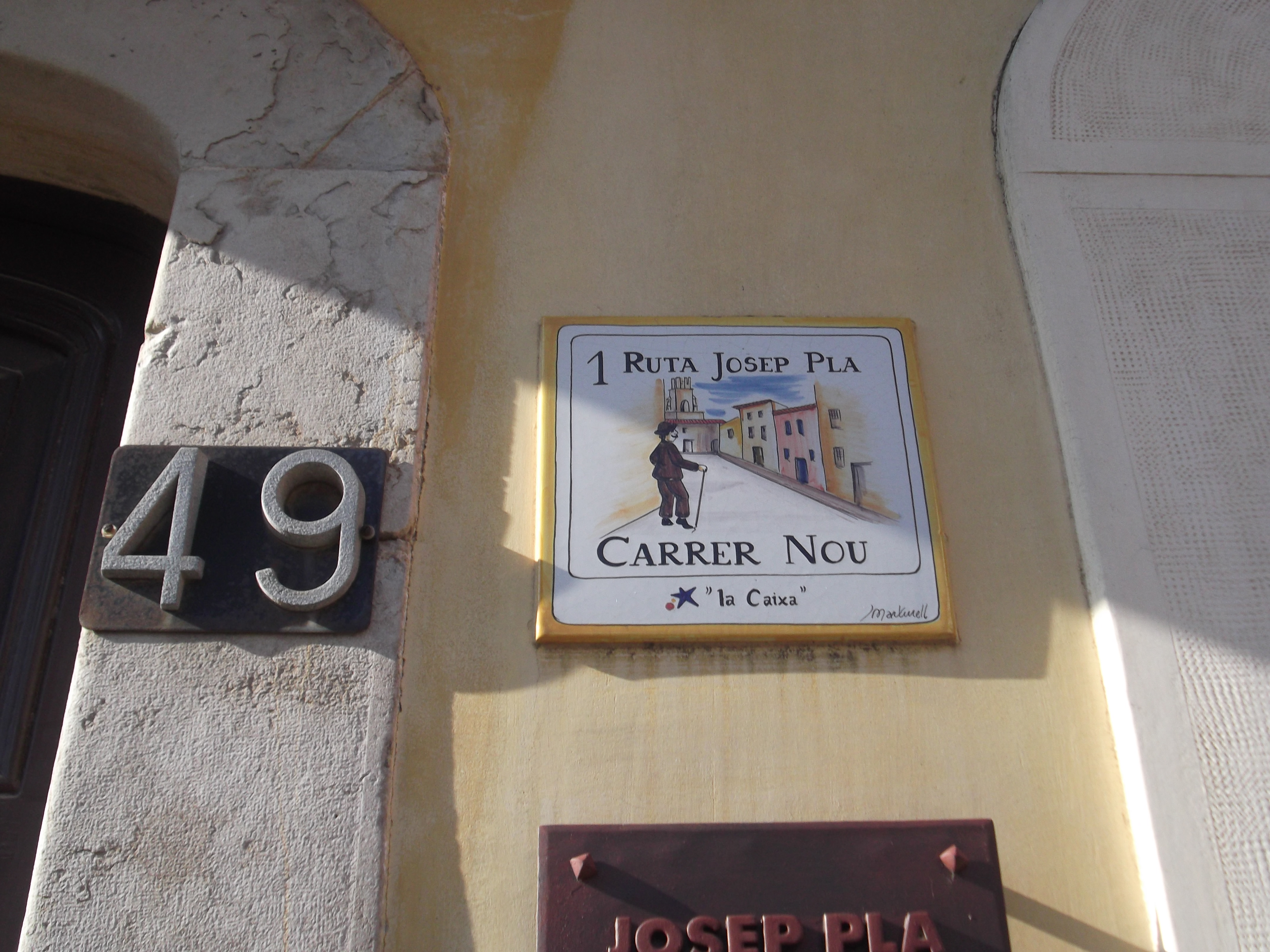
Rajola que identifica el primer punt de la Ruta Josep Pla amb un dibuix original de Josep Martinell

La Fundació Josep Pla duu a terme activitats per donar a conèixer el patrimoni literari de l'escriptor, com ara rutes literàries, guiatges de les exposicions, tallers educatius, passejades literàries o activitats que relacionen paisatge, cuina i literatura.
Les passejades literàries A peu Pla recorren quatre rutes planianes diferents, sempre de la mà de la literatura de Josep Pla i amb la veu de l'Anna Maluquer, corresponsal poètica i gran coneixedora de la literatura catalana. Amb Aigua de mar, es passeja de Calella a Llafranc pel camí de ronda, amb La llibertat, es va a Sant Sebastià i Tamariu, amb El Rerepaís es coneix Llofriu i Pals i amb Palafrugell, peix fregit es passeja pel centre de Palafrugell.

### Ruta Josep Pla
La Ruta Josep Pla és un itinerari literari que la Fundació va dissenyar l'any 1993 per tal de donar a conèixer diversos llocs significativament planians del municipi de Palafrugell. S'han creat d'altre rutes literàries monogràfiques partint de la Ruta Josep Pla:
- La Ruta Josep Pla, pintem-la! és un itinerari adaptat als nivells de primària i centrat en el Palafrugell planià, tot ressaltant elements de la història del poble.
- La Ruta Josep Pla a Palafrugell és un itinerari pel centre de la vila de Palafrugell en el que es recorren els indrets més significatius de la vida i l'obra de l'escriptor empordanès: la casa natal, i la seu de la Fundació Josep Pla, la casa de la família a Palafrugell, al carrer Torres i Jonama, el carrer Estret o plaça Nova.
- La Ruta Josep Pla a Calella de Palafrugell és un itinerari monogràfic que transcorre vora mar i pel camí de ronda en el que es repassa la literatura planiana fruit de les vivències de l'escriptor en aquesta vila costanera durant l'estiueig i l'admiració per al paisatge que el va porta a descriure'n tots els racons.
- La Ruta Josep Pla al far de Sant Sebastià es tracta d'un monogràfic en el qual s'incideix en la importància que l'escriptor donava a aquest paisatge: l'ermita, el far, les panoràmiques, i la mateixa muntanya.
- La Ruta Josep Pla a Pals s'inicia pel Pedró, passant per la Torre de les Hores, l'església de Sant Pere, per la muralla fins al mirador Josep Pla, des d'on es pot veure el Montgrí i les Illes Medes. És justament en aquest punt on Josep Pla portava els seus convidats i els mostrava la millor vista de l'Empordà.
- Properament, s'estrenaran les rutes de Tamariu i Llofriu.

## Direcció
- 1992 - 2021: Anna Aguiló i Miquel
- 2021 – actualitat: Francesc Montero i Aulet